# Episodi di Law & Order - Unità vittime speciali (quinta stagione)

Il cast principale durante la quinta stagione:
Ice-T (Det. Odafin Tutuola), Richard Belzer (Det. John Munch), Mariska Hargitay (Det. Olivia Benson), Dann Florek (Cap. Donald Cragen), Christopher Meloni (Det. Elliot Stabler), B. D. Wong (Dott. George Huang) e Diane Neal (Casey Novak).

La quinta stagione della serie televisiva Law & Order - Unità vittime speciali, composta da 25 episodi, è stata trasmessa in prima visione negli USA dalla NBC dal 23 settembre 2003 al 18 maggio 2004.
In Italia la serie è stata trasmessa in prima visione da Fox dal 17 settembre 2004 al 14 marzo 2005, e in chiaro da Rete 4 dal 18 marzo al 13 maggio 2006 (saltando l'episodio 18, poi trasmesso il 27 giugno 2006).
Questa è l'ultima stagione per l'attrice Stephanie March nel ruolo del viceprocuratore distrettuale Alexandra Cabot, che esce di scena nel quarto episodio: dall'episodio successivo verrà sostituita dall'attrice Diane Neal nel ruolo del viceprocuratore Casey Novak.
| nº | Titolo originale | Titolo italiano             | Prima TV USA      | Prima TV Italia   |
| -- | ---------------- | --------------------------- | ----------------- | ----------------- |
| 1  | Tragedy          | Per amore di mia figlia     | 23 settembre 2003 | 17 settembre 2004 |
| 2  | Manic            | Lo psicofarmaco             | 30 settembre 2003 | 24 settembre 2004 |
| 3  | Mother           | Follia di madre             | 7 ottobre 2003    | 1º ottobre 2004   |
| 4  | Loss             | Oltre la legge              | 14 ottobre 2003   | 8 ottobre 2004    |
| 5  | Serendipity      | Apparenti casualità         | 21 ottobre 2003   | 15 ottobre 2004   |
| 6  | Coerced          | Costrizioni                 | 28 ottobre 2003   | 22 ottobre 2004   |
| 7  | Choice           | La scelta                   | 4 novembre 2003   | 29 ottobre 2004   |
| 8  | Abomination      | La vergogna                 | 11 novembre 2003  | 5 novembre 2004   |
| 9  | Control          | Indagine su uno psicopatico | 18 novembre 2003  | 12 novembre 2004  |
| 10 | Shaken           | Scossa mortale              | 25 novembre 2003  | 19 novembre 2004  |
| 11 | Escape           | Evasi                       | 2 dicembre 2003   | 26 novembre 2004  |
| 12 | Brotherhood      | L'iniziazione               | 6 gennaio 2004    | 3 dicembre 2004   |
| 13 | Hate             | I geni dell'odio            | 13 gennaio 2004   | 10 dicembre 2004  |
| 14 | Ritual           | Il rito                     | 3 febbraio 2004   | 17 dicembre 2004  |
| 15 | Families         | Famiglie                    | 10 febbraio 2004  | 7 gennaio 2005    |
| 16 | Home             | Casa, dolce casa            | 17 febbraio 2004  | 14 gennaio 2005   |
| 17 | Mean             | Disprezzo                   | 24 febbraio 2004  | 21 gennaio 2005   |
| 18 | Careless         | L'affidamento               | 2 marzo 2004      | 28 gennaio 2005   |
| 19 | Sick             | Perversione                 | 30 marzo 2004     | 4 febbraio 2005   |
| 20 | Lowdown          | Il sentiero nascosto        | 6 aprile 2004     | 11 febbraio 2005  |
| 21 | Criminal         | Criminale per sempre        | 20 aprile 2004    | 18 febbraio 2005  |
| 22 | Painless         | Senza dolore                | 27 aprile 2004    | 25 febbraio 2005  |
| 23 | Bound            | Il legame                   | 4 maggio 2004     | 2 marzo 2005      |
| 24 | Poison           | Veleno                      | 11 maggio 2004    | 7 marzo 2005      |
| 25 | Head             | Lesione cerebrale           | 18 maggio 2004    | 14 marzo 2005     |

## Per amore di mia figlia
- Titolo originale: Tragedy
- Diretto da: David Platt
- Scritto da: Amanda Green

### Trama
Quando una donna incinta viene sequestrata su un'auto e rapita, la squadra inizialmente pensa che sia l'ultima vittima di uno stupratore seriale, ma poi si rende conto che c'è più di un sospettato.

## Lo psicofarmaco
- Titolo originale: Manic
- Diretto da: Guy Norman Bee
- Scritto da: Patrick Harbinson

### Trama
Durante le indagini su una sparatoria in una scuola che ha causato la morte di due studenti, la squadra si rende conto che una presunta vittima sopravvissuta è invece un possibile sospettato e che gli effetti collaterali di un farmaco potrebbero aver causato le sue azioni.

## Follia di madre
- Titolo originale: Mother
- Diretto da: Ted Kotcheff
- Scritto da: Lisa Marie Petersen e Dawn DeNoon

### Trama
Due uomini vanno a prendere delle droghe. Dopo aver pagato l'ingresso in un covo di spacciatori viene detto loro di andare in una stanza dove si trova il pusher, ma sbagliano porta e trovano invece una donna sdraiata su un letto, priva di sensi. Uno dei pervertiti pensa che sia lì per il suo piacere, quando sta per violentarla, la polizia fa irruzione nella stanza e lo ferma. La polizia cerca di svegliare la donna priva di sensi e scopre che è stata portata lì con la forza, le sue mani sono legate e ci sono fluidi esterni intorno a lei, ma non è morta. Uno dei due uomini dice che quando è arrivata lì era sveglia e lucida. Si sveglia in ospedale, ma soffre di amnesia. È una dottoressa, Greta Heints, che cura stupratori e altri molestatori sessuali, ma non fornirà ulteriori informazioni su ciò che le è successo. Alla fine la polizia trova prove che è stata attaccata da uno dei suoi pazienti, Robert Logan. I metodi di trattamento di Greta sono non convenzionali, a tratti inquietanti, come mostrato quando la polizia interroga la sorella di Robert, Christina, un'impiegata di una clinica per tossicodipendenti, che odia Greta e la incolpa per l'attuale stato di Robert. Quando l'incidente va al processo, la bizzarra convinzione di Robert che Greta lo ami porta a un crollo pubblico e a un errore giudiziario, e porta Christina a trovare un nastro terapeutico registrato da Greta per Robert, un nastro in cui Greta insiste sul volerlo nudo, lo abbraccia e lo invita a baciarla nei suoi seni. Greta insiste sul fatto che la registrazione sia un tentativo di creare una relazione simile a una madre, ma ora la polizia crede che Greta sia colpevole di stupro. Il caso diventa ancora più bizzarro quando Fin viene a sapere, tramite un informatore di strada, dello spacciatore che ha condotto i due teppisti nel luogo in cui Greta è stata trovata per la prima volta e che lo spacciatore afferma di aver visto Christina nel momento in cui Greta è stata trovata.
- Guest star: Jon Abrahams (Robert Logan), Susanna Thompson (dottoressa Greta Heints).

## Oltre la legge
- Titolo originale: Loss
- Diretto da: Constantine Makris
- Scritto da: Tara Butters e Michele Fazekas

### Trama
Indagando sul brutale stupro e omicidio di un agente federale sotto copertura e costretti a usare discrezione per proteggere l'identità degli altri agenti sotto copertura, gli investigatori arrestano un sospetto altamente legato a un cartello della droga colombiano. Mentre il caso si avvia verso il processo, il viceprocuratore distrettuale Cabot riceve minacce di morte per sé e la sua famiglia insieme a pressioni per cedere il caso alle autorità federali.
- Guest star: Mitch Pileggi (Agente Speciale D.E.A. Jack Hammond), David Thornton (Avvocato Lionel Granger), Charlayne Woodard (Sorella Peg), Joanna Merlin (Giudice Lena Petrovsky), Fred Dalton Thompson (Avvocato Arthur Branch)
- Curiosità: Fred Dalton Thompson, che interpreta il Procuratore Distrettuale Arthur Branch nel franchise Law & Order, è uno dei cinque unici personaggi della saga ad essere apparso in tutte le prime quattro serie della saga,  in un totale di 141 episodi, e nella vita è stato realmente un avvocato.

## Apparenti casualità
- Titolo originale: Serendipity
- Diretto da: Constantine Makris
- Scritto da: Dawn DeNoon e Lisa Marie Petersen

### Trama
Dopo aver trovato un bambino morto in un sacchetto di plastica nelle fogne, gli investigatori trovano la madre, morta anche lei, nel suo appartamento vicino. Dopo aver parlato con il suo medico, gli investigatori scoprono che la madre aveva programmato di dare il suo bambino in adozione e che i genitori adottivi stavano pagando le parcelle del suo medico. Durante le indagini incontrano Casey Novak, il nuovo viceprocuratore distrettuale.

## Costrizioni
- Titolo originale: Coerced
- Diretto da: Jean de Segonzac
- Scritto da: Jonathan Greene

### Trama
Nel risolvere il caso del rapimento di un ragazzino da parte di uno schizofrenico, Stabler scopre altri crimini in una casa di gruppo per adulti con l'aiuto di Huang.

## La scelta
- Titolo originale: Choice
- Diretto da: David Platt
- Scritto da: Patrick Harbinson

### Trama
Un uomo di nome Craig Fulton viene arrestato per aver aggredito la moglie incinta e si giustifica accusando la moglie Jennifer di negligenza per aver bevuto durante la gravidanza. Durante le indagini, Benson scopre che questa non è la prima volta che un bambino viene esposto alle devastanti ripercussioni dell'alcolismo incontrollato della donna. Ulteriori indagini sul passato di Jennifer portano alla luce diversi fatti legati all'alcolismo, tra cui il fatto che fosse diventata una ragazza madre e che avesse dato infine la figlia in adozione. La sindrome alcolica fetale, che ha già colpito la precedente figlia della donna, Lilly, ora diciassettenne e sofferente di questo disturbo, potrebbe insorgere nel nascituro nel caso la donna continuasse a bere fino al concepimento. La precedente gravidanza, tenuta nascosta fino ad allora, si rivela un importante precedente in sede processuale.
Guest star: Josie Bissett (Jennifer Fulton), Rick Aiello (Craig Fulton).

## La vergogna
- Titolo originale: Abomination
- Diretto da: Alex Zakrzewski
- Scritto da: Tara Butters e Michele Fazekas

### Trama
Un uomo gay che ha avuto un breve periodo in un corso di rieducazione sessuale, sponsorizzato da cristiani fondamentalisti, viene trovato assassinato e i sospetti principali sono: il programma di conversione stesso che continuava a inviargli lettere minatorie, un gruppo di psicologi che studiavano la natura di omosessualità e due dei suoi ex amanti, uno dei quali è figlio di uno dei professori.

## Indagine su uno psicopatico
- Titolo originale: Control
- Diretto da: Ted Kotcheff
- Scritto da: Neal Baer

### Trama
I detective si ritrovano a dare la caccia a una persona che ha tagliato i genitali a un uomo e lo ha lasciato morire. All'inizio sembra che il colpevole sia un senzatetto pazzo, ma ulteriori indagini rivelano una ragione molto più sinistra dietro il motivo per cui il signor Horace Gorman è stato massacrato. Olivia si ritrova a rivisitare il rapimento e lo stupro di Hilary Barclay, una donna a cui non credeva quattro anni prima, perché la donna era ubriaca e la sua denuncia era troppo vaga. Ulteriori indagini portano a scoprire un grande giro di ragazze sedotte, coinvolte in finti matrimoni e poi stuprate, tra le quali appunto compare Hilary. La colpevole dell'evirazione è sicuramente una delle donne, ed i sospetti si concentrano su Hilary e su sua madre Juliet. Durante il processo, a sorpresa, viene coinvolta anche Olivia Benson. 
- Guest star: Jacqueline Bisset (Juliet Barclay), Samantha Mathis (Hilary Barclay), Austin Pendleton (Horace Gorman), Mickey Hargitay (Nonno).
- Curiosità: Mickey Hargitay è il padre di Mariska Hargitay ed il piccolo ruolo recitato nell'episodio risulta essere l'ultimo della sua lunga carriera di attore.

## Scossa mortale
- Titolo originale: Shaken
- Diretto da: Constantine Makris
- Scritto da: Amanda Green

### Trama
Sembra che una bambina sia stata rapita da un parco, mentre la sua babysitter è a diversi metri di distanza e parla con una tata. Poco dopo essere arrivati sulla scena, gli investigatori trovano la piccola priva di sensi dietro i cespugli vicini.

## Evasi
- Titolo originale: Escape
- Diretto da: Jean de Segonzac
- Scritto da: Barbie Kligman

### Trama
Due detenuti attaccano una guardia, le rubano i vestiti ed evadono di prigione. Uno dei due evasi è un pedofilo condannato che, nel disperato tentativo di dimostrare la sua innocenza prima che sua madre malata terminale muoia, rapisce il suo accusatore per costringerlo a ritrattare la sua accusa. Olivia Benson rintraccia il detenuto e il suo ostaggio: ne nasce una situazione di stallo durante la quale Olivia inizia a credere alla versione del detenuto. Dopo aver disarmato l'uomo, Benson esamina il suo caso, scopre la rete di corruzione e inganno che ha causato la sua ingiusta condanna e lo riunisce con sua madre e suo figlio.
- Guest star: Milo Ventimiglia (Lee Healy).

## L'iniziazione
- Titolo originale: Brotherhood
- Diretto da: Jean de Segonzac
- Scritto da: Jose Molina

### Trama
L'omicidio e la sodomia del capo di una confraternita locale portano gli investigatori al suo sito Web pornografico, dove ci sono ragazze dell'università in un bar locale. Ulteriori indagini rimandano alla confraternita, i cui membri non stanno collaborando, e al loro codice di condotta per potenziali obiettivi.

## I geni dell'odio
- Titolo originale: Hate
- Diretto da: David Platt
- Scritto da: Robert Nathan

### Trama
Dopo che Mira Elbisi, una donna arabo-americana, viene data alle fiamme, gli investigatori scoprono un uomo molto razzista che mira a ripulire l'America. La difesa dell'uomo, accusato degli omicidi di tre arabi, afferma che il suo cliente è geneticamente e biologicamente predisposto all'odio e alla violenza, ma Benson e Stabler smentiscono questa teoria quando scoprono il vero motivo delle uccisioni.
- Guest star: Reynaldo Rosales (Sean Webster), James Rana (El-Shani Albisi), Donnie Keshawarz (Joshua Feldman).

## Il rito
- Titolo originale: Ritual
- Diretto da: Ed Bianchi
- Scritto da: Ruth Fletcher e Christos Gage

### Trama
L'indagine sulla morte di un ragazzino, che sembra essere vittima di un omicidio rituale, porta alla scoperta che si trattava di uno dei tanti bambini contrabbandati dalla Nigeria per essere venduti come schiavi. Le indagini portano alla luce alcuni individui coinvolti nel traffico, dapprima una cliente dei trafficanti che ha una bambina nigeriana come schiava domestica, poi Allan Shaye, un professore universitario che, grazie ai suoi contatti di studio con l'Africa, sa più di quanto vuole nascondere, ed alla fine Martin Bosa, una delle menti dell'organizzazione, che procura fisicamente i bambini sottratti alle famiglie. Fin ed una donna dell'ambasciata, sotto copertura, fingono di essere una coppia in cerca di una schiava per smascherarlo.
Guest star: Michael Emerson (Allan Shaye), Barry Shabaka Henley (Asante Odufemi), Trini Alvarado (Maggie Shaye), Sullivan Walker (Martin Bosa).

## Famiglie
- Titolo originale: Families
- Diretto da: Constantine Makris
- Scritto da: Jonathan Greene

### Trama
L'indagine sulla morte di un'adolescente incinta svela un segreto di famiglia di lunga data che provoca un'altra morte violenta e la distruzione di due famiglie.

## Casa, dolce casa
- Titolo originale: Home
- Diretto da: Rick Wallace
- Scritto da: Amanda Green

### Trama
Un ragazzo viene trovato fuori da un appartamento di New York mentre mangia dalla spazzatura. Quando l'Unità vittime speciali viene chiamata, scoprono che il ragazzo, Jacob, non è un senzatetto, ma in realtà proviene da una casa vicina e vive con sua madre e suo fratello maggiore, Adam. Turbati dal fatto che un bambino che mangia spazzatura ha una casa in un quartiere decente, Elliot e Olivia indagano ulteriormente solo per trovare radicali e assurdi gli ideali della madre sull'educazione dei suoi figli. Non potendo sottrarre legalmente i bambini, l'Unità vittime speciali è costretta a rimandare Jacob a casa, ma Elliot è a disagio per tutto il tempo. Più tardi quella notte Elliot riceve una chiamata e sospetta che sia Jacob a chiedere aiuto. Va a controllare il ragazzino solo per trovarlo morto. Ora l'Unità vittime speciali deve capire cosa ha portato alla tragedia. Dopo aver rintracciato la donna e il figlio rimasto il ragazzo rivela di aver ucciso il fratellino poiché la madre aveva fatto credere al ragazzo che se fossero stati dati in affidamento sarebbero stati maltrattati o violentati e nel folle tentativo di evitare tale destino al fratello e a se stesso aveva ucciso il fratello e tentato di uccidersi ma aveva fallito perché la pistola si era inceppata. Casey però capisce che il ragazzo non merita di finire in prigione e che la vera responsabile è la madre chiaramente folle e priva di amore perciò decide di processare la donna per aver ordinato l'omicidio del bambino. Al processo la donna dichiara nella sua follia che l'intero sistema giudiziario gli è contro e che porterà via i figli di qualunque famiglia. Le parole della crudele donna però danno a Casey e Olivia ed Eliot un'idea e scoprono che la donna aveva un altro figlio che aveva maltrattato e picchiato e che i servizi per l'infanzia del New Jersey le avevano tolto quando gli insegnanti del ragazzo denunciarono ciò ma prima che potessero farla arrestare e toglierle il resto dei figli e affidarli a una famiglia migliore la donna scappò con i restanti figli e mentì ai figli rimasti che il fratello era stato ucciso in affidamento quando invece fu adottato e amato. Scoperta la verità Olivia ed Eliot rintracciano il ragazzo che venuto a sapere l'accaduto decide di aiutare il fratello ed evitare che finisca in galera. Il ragazzo si riunisce col fratello e lo convince a rivelare gli abusi subiti dalla loro madre e come lei avesse ordinato al ragazzo già spaventato di uccidere il fratello e se stesso per essere liberi da un mondo di sofferenze. La donna viene arrestata e condannata all'ergastolo mentre il ragazzo viene rilasciato grazie a Casey dopodiché entrambi i fratelli decidono di andare a vivere insieme finalmente liberi e felici.

## Disprezzo
- Titolo originale: Mean
- Diretto da: Constantine Makris
- Scritto da: Michele Fazekas e Tara Butters

### Trama
Quando il corpo di una studentessa viene trovato nel bagagliaio di un'auto, Stabler e Benson si ritrovano a indagare sulle accuse di bullismo tra i suoi compagni di classe.
- L'episodio è basato sull'omicidio di Shanda Sharer.

## L'affidamento
- Titolo originale: Careless
- Diretto da: Steve Shill
- Scritto da: Patrick Harbinson

### Trama
Dopo che un ragazzo muore durante una veglia in chiesa, Tutuola e Munch indagano sui genitori adottivi del ragazzo e sull'assistente sociale per negligenza. L'assistente sociale viene solo ritenuta colpevole di aver solo falsificato i registri ma non di negligenza e viene rilasciata ma Fin scopre che la donna a causa di ciò ha perso il lavoro e la pensione ed è costantemente vittima di telefonate minatorie. Fin tenta di darle una mano e gli rivela che nella casa dei genitori avevano trovato del sangue di un'altra bambina che era stata sfregiata in volto con una grattugia. Questo per la donna è uno shock troppo grave da sopportare sentendosi in colpa per l'accaduto si uccide sparandosi al petto con grande sgomento di Fin. Giorni dopo Fin dopo che il padre adottivo è stato condannato all'ergastolo tenta di farsi dire chi fosse la bambina che c'era in casa loro prima del bambino rimasto ucciso ma l'uomo si rifiuta di rivelare il nome. Con il proseguire la squadra scopre che quella famiglia aveva adottato precedenti bambini che però erano poi scappati e che l'ultima era stata proprio la bambina di cui hanno rinvenuto il sangue. Fin tornato in prigione a trovare l'uomo lo fa parlare facendosi rivelare il nome della bambina e che è stata internata in un istituto psichiatrico poiché la moglie gli aveva detto che la bambina soffriva di disturbi mentali. Fin trovata la poveretta scopre che la bambina non è pazza e la poverina rivela a Fin che la madre adottiva l'aveva sfregiata dopo che aveva assistito all'omicidio del bambino che aveva soffocato col cuscino e per evitare di essere accusata aveva fatto sbattere la figlia adottiva in quell'istituto psichiatrico. La donna infatti da anni maltratta i figli adottivi portandoli di conseguenza a fuggire di casa e ha poi ucciso il figlio adottivo nel tentativo di mettere fine alle sue crisi epilettiche e il marito si era addossato la colpa di tutto per proteggerla credendo che fossero stati degli incidenti non sospettando che la moglie avesse fatto intenzionalmente del male ai loro figli adottivi. Scoperto tutto l'uomo viene rilasciato e rimane disgustato da ciò che la moglie ha fatto mentre la crudele donna viene arrestata e condannata per i suoi crimini.

## Perversione
- Titolo originale: Sick
- Diretto da: David Platt
- Scritto da: Dawn DeNoon

### Trama
Il perseguimento di un sospetto pedofilo è ostacolato dai genitori, che si rifiutano di portare il figlio molestato per l'interrogatorio, per evitare di perdere i milioni che sono stati pagati attraverso un patto di non divulgazione, e dalla scoperta che una seconda accusa di molestie è stata falsificata nel tentativo di estorcere una transazione simile a quella ricevuta dalla prima vittima.
- L'episodio è basato sulle accuse di molestie sessuali su minore alla popstar Michael Jackson.

## Il sentiero nascosto
- Titolo originale: Lowdown
- Diretto da: Jud Taylor
- Scritto da: Robert Nathan

### Trama
La morte di un pubblico ministero viene inscenata utilizzando le informazioni raccolte dal lavoro di un collega. Si tratta di Jeffrey York, un viceprocuratore del Bronx che ha avuto, in passato, una relazione con Olivia. Un sopralluogo nel suo appartamento fa scoprire che la vittima era positiva all'HIV, facendola preoccupare. Le indagini fanno emergere che l'omicidio, apparentemente compiuto in strada da una prostituta, ha alcune similitudini con tre casi trattati in tribunale da Andy Abbott, collega di York. Fin intuisce che dietro il delitto potrebbe esserci dietro un accordo sessuale noto come "sentiero nascosto". Novak mette in pericolo la sua carriera per aiutare una persona coinvolta, che spinge il colpevole a confessare.
- Guest star: Michael Beach (procuratore del Bronx Andy Abbott).

## Criminale per sempre
- Titolo originale: Criminal
- Diretto da: Alex Zakrzewski
- Scritto da: Jose Molina

### Trama
Quando diventa evidente che un esperto forense ha violentato e ucciso una studentessa, l'indagine si concentra su un professore di criminologia, Javier Vega. Cragen ha arrestato il professore decenni prima per reati simili. Infatti circa trent'anni prima, nel 1975, Cragen, quando era ancora un agente, aveva beccato Vega che aveva rubato un'auto mentre era sotto l'effetto della droga tuttavia allora si mostrò clemente offrendo a Vega che allora era un ragazzo di provare a redimersi chiedendo la libertà vigilata ma il ragazzo tradì la fiducia di Cragen uccidendo una donna per rubare soldi in casa sua per comprare la droga e Cragen lo arrestò facendolo sbattere in prigione e decise di non dargli più fiducia avendolo tradito. Ora tocca di nuovo a Cragen e al suo team scoprire se il professore è l'autore del crimine o una vittima del giudizio affrettato di Cragen. Seppur Vega venga condannato poco dopo Olivia ed Eliot scoprono che il professore è stato incastrato dal vero assassino e Cragen va in prigione a trovare Vega e gli domanda scusa facendolo rilasciare con l'aiuto di Casey. La squadra rintraccia il vero colpevole tuttavia Vega scoperto il responsabile minaccia di ucciderlo ma Cragen avvisato dell'accaduto raggiunge Vega e lo convince a non tornare a essere un assassino poiché Vega si era pentito dopo aver passato anni in galera cercando di essere migliore di ciò che era un tempo. Vega lascia andare il colpevole che tenta di sparare a tradimento al professore ma l'assassino viene freddato dalla polizia prima che possa sparare. Vega e Cragen si riconciliano e Vega viene accompagnato da Cragen da sua figlia.
- Guest star: James McDaniel (prof. Javier Vega), Zoe Saldana (Gabrielle Vega), Charlayne Woodard (sorella Peg). .

## Senza dolore
- Titolo originale: Painless
- Diretto da: Juan José Campanella
- Scritto da: Jonathan Greene

### Trama
Dopo aver trovato una donna ammanettata al suo letto con una busta in testa, gli investigatori credono che si sia trattato di un omicidio. Più tardi gli investigatori scoprono che la donna stava pianificando il suo suicidio da un po' di tempo. A causa di un evento nel passato di Munch, quest'ultimo viene coinvolto personalmente nello scoprire se un embriologo malato terminale ha facilitato il suicidio della vittima. Scoprono che la vittima era stata incoraggiata dall'embriologo attraverso l'uso di un sito web.
- Guest star: Marlee Matlin (Dottoressa Amy Solwey).

- Curiosità: la storia del Detective Munch è ispirata ad un fatto reale successo all'attore che interpreta il personaggio.

## Il legame
- Titolo originale: Bound
- Diretto da: Constantine Makris
- Scritto da: Barbie Kligman

### Trama
Un'infermiera, il cui fratello possiede l'azienda di assistenza infermieristica familiare per cui lavora, sfoga le frustrazioni dell'abbandono infantile di sua madre sulle donne anziane ricche di cui l'azienda si prende cura, lasciando che gli investigatori credano di avere un serial killer affamato di soldi in libertà. Gli investigatori sanno che l'infermiera ha commesso gli omicidi di quelle che pensavano fossero sei persone, ma non possono provarlo, questo fino a quando Benson e Stabler non faranno un piccolo gioco di ruolo e convinceranno l'infermiera a confessare di aver ucciso numerose donne anziane e aver incastrato suo fratello per gli omicidi per vendicarsi di sua madre e suo fratello.
- Guest star: Jane Krakowski (Emma Spevak), Anthony Rapp (Matt Spevak). .

## Veleno
- Titolo originale: Poison
- Diretto da: David Platt
- Scritto da: Tara Butters e Michele Fazekas

### Trama
Una bambina viene portata in ospedale dopo essere svenuta e si scopre che aveva un'enorme quantità di detersivo nello stomaco. Il primo sospettato è la mamma e sua figlia afferma di aver costretto sua sorella a bere il detersivo. Dopo un pauroso confronto con il giudice, questo decreta che la figlia non può testimoniare e quindi la mamma viene trovata non colpevole. Casey però capisce che il giudice ha dei pregiudizi di classe in quanto dichiara nei processi diretti colpevole chi è povero mentre chi è ricco innocente e che ogni volta che viene chiesta la sua ricusazione rovina le carriere di chi glielo richiede. Novak chiede allora l'assistenza di Mary Clark per ottenere prove per rimuovere il giudice dal tribunale, dopo che i suoi pregiudizi in un caso in cui una bambina era morta e la madre accusata di averle somministrato dell'antigelo e il giudice aveva sabotato il processo impedendo l'ammissione delle prove fornite da un esperto che aveva scoperto che la bambina era morta a seguito di un'errata diagnosi medica in quanto affetta da una rara malattia genetica e che la cura l'aveva uccisa e la donna era finita in carcere seppur fosse in realtà innocente. Casey procuratasi le prove riesce a far rilasciare la donna innocente con l'aiuto di Mary facendo revocare la condanna. Purtroppo la donna che aveva cercato di uccidere la figlia adottiva che precedentemente era stata assolta dal giudice uccide la bambina soffocandola venendo successivamente arrestata e condannata definitivamente. Il giudice corrotto viene infine degradato e assegnato al tribunale civile come punizione per i suoi pregiudizi di classe.

## Lesione cerebrale
- Titolo originale: Head
- Diretto da: Juan José Campanella
- Scritto da: Dawn DeNoon e Lisa Marie Petersen

### Trama
Un guardone installa una telecamera nascosta in un bagno pubblico e riprende la preside di una scuola media mentre violenta un ragazzo adolescente. Novak scopre che la pedofilia della preside è nata da un tumore al cervello che viene curato con successo con un intervento chirurgico, ma il tumore può ricomparire, cosa che scoprono da un altro caso. Novak accetta un patteggiamento, ma solo se la preside accetta di registrarsi come molestatrice sessuale, nel caso in cui il tumore ricompaia.
- Guest star: Robert John Burke (sergente Ed Tucker), Stacy Edwards (Meredith Rice), Diana Scarwid (Jackie Madden), James Urbaniak (Wade Donato).